# Prix commémoratif Harry H. Goode
Pour les articles homonymes, voir Goode.
Le prix commémoratif Harry H. Goode est une récompense annuelle de l'IEEE Computer Society en l'honneur de Harry H. Goode (en) pour des réalisations dans le domaine du traitement de l'information qui sont considérées soit comme une contribution unique à la théorie, à la conception ou à la technique d'une importance exceptionnelle, soit comme l'accumulation de contributions importantes à la théorie ou à la pratique sur une longue période de temps, dont l'ensemble représente une contribution exceptionnelle.

## Lauréats
Les lauréats incluent :
- 1964 Howard Aiken
- 1965 George Stibitz (en) et Konrad Zuse
- 1966 John Mauchly et J. Presper Eckert
- 1967 Samuel N. Alexander (en)
- 1968 Maurice Vincent Wilkes
- 1974 Edsger W. Dijkstra
- 1975 Kenneth E. Iverson
- 1976 Lawrence Roberts
- 1979 Herman Goldstine
- 1981 C. A. R. Hoare
- 1983 Gene Amdahl
- 1985 Carver A. Mead (en)
- 1992 Edward S. Davidson (en)
- 1995 Michael J. Flynn
- 1996 Leonard Kleinrock
- 1997 James E. Thornton (en)
- 1998 Vishwani Agrawal (en)
- 1999 Ahmed Sameh (en)
- 2000 John K. Iliffe
- 2001 Oscar H. Ibarra (en)
- 2002 Ian F. Akyildiz (en)
- 2003 Peter Chen
- 2004 Edmund M. Clarke
- 2005 John Hopcroft
- 2006 Alan Jay Smith (en)
- 2007 Guy Lewis Steele, Jr.
- 2008 Dharma Agrawal (en)
- 2009 Mateo Valero (en)
- 2010 (non décerné)
- 2011 Moshe Y. Vardi
- 2012 Arvind (en)
- 2013 Yale Patt
- 2014 Norman Jouppi (en)
- 2015 David Padua
- 2016 Giovanni De Micheli
- 2017 K. Mani Chandy (en), Jayadev Misra (en)
- 2018 Kunle Olukotun (en)
- 2019 Marilyn C. Wolf (en)
- 2020 Ian Foster (en), Carl Kesselman (en)
- 2021 Josep Torrellas (en)
- 2022 Subhasish Mitra (en)
- 2023 J.J. Garcia-Luna-Aceves (en)